# RE eins
„RE | eins – das außerfernsehen“ ist der Name eines lokalen Fernsehsenders im Bezirk Reutte in Tirol. Der zweite Teil des Namens spielt mit der Bezeichnung Außerfern für das Tal, dessen Bewohner das Zielpublikum darstellen. Der 2009 gegründete Sender
strahlt sein Programm über DVB-T, Kabel und als Livestream im Internet aus.

## Reichweite
Zu den Orten mit Empfang des Lokalprogramms gehören:
- Talkessel Reutte: Reutte, Lechaschau, Breitenwang, Wängle, Ehenbichl, Pflach, Höfen
- Tannheimer Tal: Nesselwängle, Haldensee, Grän, Tannheim, Zöblen
- Vorderes Lechtal: Weißenbach, Forchach, Stanzach, Vorderhornbach
- Vorderes Zwischentoren: Heiterwang, Bichlbach, Lermoos, Ehrwald